# Leucanella joannisi
Leucanella joannisi är en fjärilsart som beskrevs av Eugène Louis Bouvier 1929. Leucanella joannisi ingår i släktet Leucanella och familjen påfågelsspinnare. Inga underarter finns listade i Catalogue of Life.